# Tropidophorus laotus
Tropidophorus laotus — вид сцинкоподібних ящірок родини сцинкових (Scincidae). Мешкає в Лаосі і Таїланді.

## Поширення і екологія
Tropidophorus laotus мешкають на півночі Таїланду та на північному сході Лаосу. Вони живуть у вологих тропічних лісах, серед скель на берегах струмків. Зустрічаються на висоті від 250 до 700 м над рівнем моря.

## Збереження
МСОП класифікує цей вид як такий, що перебуває під загрозою зникнення. Tropidophorus laotus може загрожувати знищення природного середовища.